# هاملت (كارولاينا الشمالية)
هاملت (بالإنجليزية: Hamlet, North Carolina)‏ هي مدينة تقع في الولايات المتحدة في مقاطعة ريتشموند، كارولاينا الشمالية.  يقدر عدد سكانها بـ 6,495 نسمة  وترتفع عن سطح البحر 91 متر.

## أعلام
- جون كولترين
- لويس بريدن
- ملفين إنغرام
- بيلي هاريس
- مايك كويك
- فريدريك س. برانش
- أشتون لوكلير
- بيري وليامز